# Don Ingalls
Donald George Ingalls (geboren am 29. Juli 1918 in Humboldt, Nebraska, USA; gestorben am 10. März 2014 in Olympia, Washington, USA) war ein US-amerikanischer Drehbuchautor und Fernsehproduzent.

## Leben und Werk
Geboren in Humboldt, das direkt an der Grenze von Nebraska zu Kansas liegt, so nah, dass eine Zeitung aus Kansas über seine Geburt berichtete, verbrachte Don Ingalls den größten Teil seiner Schulzeit in Stafford, Kansas. Als der Vater die Familie verließ, zog seine Mutter mit ihm ins San Fernando Valley. Dort besuchte er die North Hollywood High School, die er 1937 abschloss. Er studierte an der University of Southern California und an der George Washington University und schloss in Englisch und Journalistik ab. 1942 ging er zum United States Army Air Corps und wurde Bomberpilot. Im Zweiten Weltkrieg kämpfte er als Pilot einer B-17 in Europa.
Nach dem Krieg arbeitete er beim Los Angeles Police Department (LAPD) als Redakteur für das Beat Magazine, der Zeitung des LAPD. Dort freundete er sich mit seinem Kollegen Gene Roddenberry an, der im Krieg ebenfalls eine B-17 geflogen hatte. Zu dieser Zeit schrieb er auch für das Desert Magazine. In den 1950er Jahren arbeitete er wieder als Journalist – er war vorher bereits kurz als Reporter für die Los Angeles Times und die Washington Post tätig gewesen. Bei der Valley Times führte er zunächst eine täglich erscheinende und später eine zweite Kolumne, wollte aber Drehbuchautor werden. Also beschaffte er sich über Gene Roddenberry, der damals bereits erfolgreich auf dem Gebiet arbeitete, Vorbilder, mit deren Hilfe er eigene Drehbücher schrieb, allerdings zunächst ohne die Absicht, sie zu veröffentlichen. Nach acht Monaten reichte er eines für Alarm im Hafen ein, das sofort genommen wurde. Bald darauf arbeitete er für die Serie Have Gun – Will Travel. Für diese Serie schrieb er mehrere Drehbücher. Später wurde er dort Story Editor, Associate Producer und im August 1962 Produzent der Serie. In der Folge war er an Serien wie Die Leute von der Shiloh Ranch, Privatdetektivin Honey West, Big Valley oder Rauchende Colts, sowie später Bonanza, Serpico, Fantasy Island und T. J. Hooker beteiligt. Für Raumschiff Enterprise schrieb er zwei Folgen, was seine Freundschaft mit Gene Roddenberry belastete. Für die zweite, Der erste Krieg, schrieb er mehrere Versionen, die die Produzenten gut fanden, die aber nach deren Ansicht in dieser Form nicht in die Serie passten. Schließlich arbeitete Roddenberry das Script so sehr um, dass er als Autor genannt wurde. Don Ingalls sollte unter „nach einer Geschichte von“ genannt werden, doch bestand er dafür auf den Namen Jud Crucis, den er sonst nie verwendete.
In den 1970er Jahren schrieb er auch Drehbücher für Filme, darunter Giganten am Himmel und Die Flut bricht los. Auch hatte er eine eigene Filmproduktionsfirma Don Ingalls Production, mit der er Reisefilme produzierte, die aber nicht sonderlich erfolgreich waren. Außerdem war er seit spätestens 1957 sehr aktiv als Freimaurer, zunächst in der Loge 542 in Nord Hollywood. Gut zwanzig Jahre später war er Großmeister der Großloge von Kalifornien und Hawaii.
1987 zog er sich aus Hollywood zurück und ging nach Olympia. Auch dort beteiligte er sich am öffentlichen Leben und unterstützte lokale Theater. Außerdem veröffentlichte er den Roman The Watchers on the Mountain. Don Ingalls war zweimal verheiratet und hatte jeweils eine Tochter aus diesen Ehen. Er starb 2014 und wurde auf dem Masonic Memorial Park in Tumwater beerdigt.

## Filmografie (Auswahl)
Fernsehserien, wenn nicht anders vermerkt

### Als Drehbuchautor
- 1957: Alarm im Hafen (Harbor Command, 2 Folgen)
- 1958–1963: Have Gun – Will Travel (9 Folgen)
- 1959: Bat Masterson (Folge 1x28)
- 1960: Geheimauftrag für John Drake (Danger Man, Folge 1x04)
- 1960: Abenteuer im wilden Westen (Dick Powell’s Zane Grey Theater, Folge 5x11)
- 1960–1961: Whiplash (6 Folgen)
- 1961–1962: Shannon klärt auf (Shannon, 6 Folgen)
- 1963: The Travels of Jamie McPheeters (4 Folgen)
- 1963–1969: Die Leute von der Shiloh Ranch (The Virginian, 6 Folgen)
- 1965: Daniel Boone (Folge 1x14)
- 1966: Privatdetektivin Honey West (Honey West, Folge 1x17)
- 1966–1969: Big Valley (The Big Valley, 5 Folgen)
- 1967: Rauchende Colts (Gunsmoke, 2 Folgen)
- 1967–1968: Raumschiff Enterprise (Star Trek, 2 Folgen)
- 1969–1970: Then Came Bronson (2 Folgen)
- 1970: Adam-12 (Folge 2x22)
- 1970: Dial Hot Line (Fernsehfilm)
- 1970: Dr. med. Marcus Welby (Marcus Welby, M.D., 2 Folgen)
- 1971: The Bold Ones: The New Doctors (Folge 2x08)
- 1971–1972: Twen-Police (The Mod Squad, 2 Folgen)
- 1971–1972: Bonanza (4 Folgen)
- 1972: The Sixth Sense (8 Folgen)
- 1973–1975: Police Story (4 Folgen)
- 1974: Doc Elliot (Folge 1x13)
- 1974: Frei geboren (Born Free, Folge 1x03)
- 1974: Giganten am Himmel (Airport 1975, Film)
- 1975: A Matter of Wife… And Death (Fernsehfilm)
- 1976: Die Flut bricht los (Flood, Fernsehfilm)
- 1977: Kingston: Confidential (Folge 1x03)
- 1978: The Initiation of Sarah (Fernsehfilm)
- 1979: Captain America (Fernsehfilm)
- 1980–1984: Fantasy Island (29 Folgen)
- 1986: T. J. Hooker (2 Folgen)

### Als Produzent
- 1962–1963: Have Gun – Will Travel (28 Folgen)
- 1963: The Travels of Jamie McPheeters (13 Folgen)
- 1963–1964: Die Leute von der Shiloh Ranch (The Virginian, 7 Folgen)
- 1965–1966: Privatdetektivin Honey West (Honey West, 21 Folgen)
- 1966: Twelve O’Clock High (11 Folgen)
- 1976: Serpico (4 Folgen)
- 1977: Kingston: Confidential (3 Folgen)
- 1980–1984: Fantasy Island (87 Folgen)
- 1985–1986: T. J. Hooker (18 Folgen)

## Auszeichnungen und Nominierungen
Don Ingalls war 1968 für einen Writers Guild of America Award in der Kategorie Episodic Drama für die Folge Der Australier aus Rauchende Colts nominiert. Der Award ging an Harlan Ellison.

## Werk
- The Watchers on the Mountain. Trafford Publishing, Victoria 2006, ISBN 978-1-4120-7013-3 (englisch).